# B2FH
B2FH ist die Abkürzung für einen wissenschaftlichen Artikel über den Ursprung der chemischen Elemente. Der Artikel entstand in den Jahren 1955 bis 1956 und erschien im Oktober 1957 in Reviews of Modern Physics.
Der Titel des Artikels lautet Synthesis of the Elements in Stars (Entstehung der Elemente in Sternen), bekannt wurde er aber unter der Abkürzung B2FH, die sich aus den Initialen der Autoren ergibt: Margaret Burbidge, Geoffrey Burbidge, William A. Fowler und Fred Hoyle.
Der Artikel beschreibt die Theorie der Nukleosynthese in Sternen als Ursprung schwerer Elemente und belegt sie mit astronomischen Beobachtungen und Ergebnissen aus Laboruntersuchungen. Es ist die erste Arbeit, in der die Entstehung von Elementen schwerer als Eisen beschrieben und die relative Häufigkeit der Elemente erklärt wird.